# Distretto di Kuma
Il Distretto di Kuma (球磨郡?, Kuma-gun) è uno dei distretti della prefettura di Kumamoto, in Giappone.
Attualmente fanno parte del distretto i comuni di Asagiri, Itsuki, Kuma, Mizukami, Nishiki, Sagara, Taragi, Yamae e Yunomae.
| Controllo di autorità | VIAF (EN) 251501936 · NDL (EN, JA) 00632314 |